# Michał Szczesiak
Michał Szczesiak (ur. 1844 w Osieku Wielkim, zm. 13 września 1931 w Kole) – polski wojskowy, uczestnik powstania styczniowego.

## Życiorys
Przed wybuchem powstania styczniowego mieszkał w Kole. Podczas powstania służył pod rozkazami pułkowników Edmunda Taczanowskiego, Józefa Alojzego Seyfrieda, Léona Younga de Blankenheima i Ludwika Oborskiego. Walczył m.in. w bitwach pod Osowiem i Ignacewem. Po odzyskaniu niepodległości przez Polskę awansowany na stopień podporucznika.

## Odznaczenia
- Krzyż Niepodległości z Mieczami (1930)[3]